# Ordrupgaard

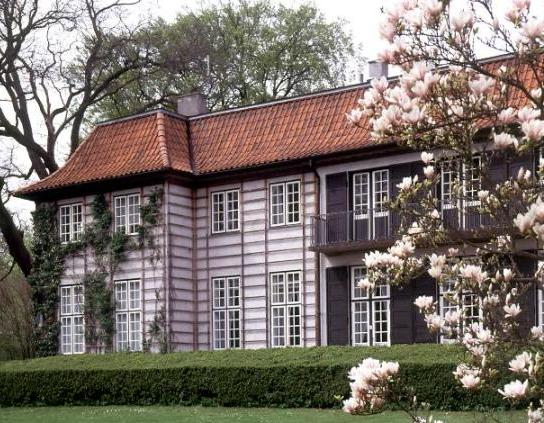
Hoofdgebouw, gezien vanuit het park

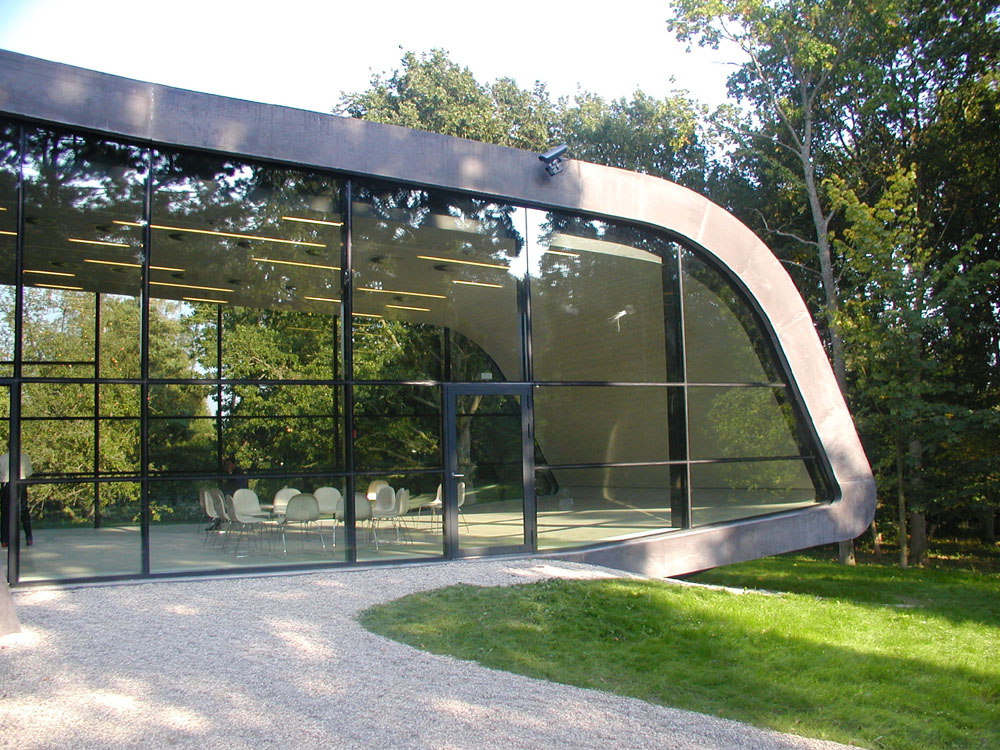
De aanbouw van Zaha Hadid

Ordrupgaard (Deens: Ordrupgaardsamlingen)  is een museum voor beeldende kunst in Charlottenlund in de gemeente Gentofte in Denemarken. Het ligt bij Dyrehaven, een nationaal park ten noorden van Kopenhagen. Het museum heeft een van Noord-Europa's belangrijkste verzamelingen van Deense en Franse schilderkunst van de 19de en het begin van de 20ste eeuw. Directeur is sinds begin 2024 Gertrud Oelsner.

## Geschiedenis

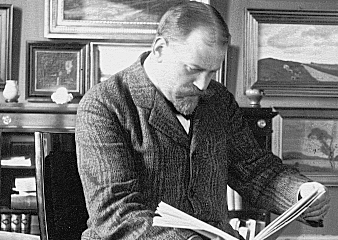
Kunstverzamelaar Wilhelm Hansen

Ordrupgaard ontstond in de jaren 1916-1918 op initiatief van Wilhelm Peter Henning Hansen (1868-1936), directeur van de verzekeringsmaatschappijen DFFA, Mundus en Hafnia, en zijn vrouw Henny Nathalie Soelberg Jensen (1870-1951), die elkaar via het Volapük-ideaal hadden leren kennen. Zij lieten het landhuis Ordrupgaard bouwen door de architect Gotfred Tvede (1863-1947), wiens assistent Therkel Hjejle (1884-1927) ook een herkenbaar aandeel had in het ontwerp. Het huis had een galerij voor de kunstverzameling van de Hansens, die zij openstelden voor publiek.
Het omringende park werd door de landschapsarchitect Valdemar Fabricius Hansen (1866-1953) aangelegd in Engelse landschapsstijl met een klein, door Franse tuinen geïnspireerd rosarium. Het park is in de loop der jaren veranderd: de keramische fontein van Jean René Gauguin (1881-1961) is naar binnen verplaatst en de waterpartijen zijn drooggelegd.
Ordrupgaard werd op 14 september 1918 ingewijd met een groots feest. In zijn openingstoespraak verklaarde Wilhelm Hansen dat hij het huis en zijn verzameling aan de Deense staat zou legateren. Na zijn dood in 1936 woonde zijn weduwe Henny Hansen alleen op Ordrupgaard. Bij haar dood in 1951 liet zij - volgens de wens van Wilhelm Hansen - de verzameling, de woning en het park na aan de Deense staat. In 1953 werd Ordrupgaard geopend als een rijksmuseum.
In 2005 werd Ordrupgaard uitgebreid met een markante aanbouw, ontworpen door de Britse architecte Zaha Hadid. De aanbouw heeft een oppervlakte van 1.150 m², is uitgevoerd in glas en zwart lavabeton en vormt een organisch gevormde compositie. De uitbreiding betekende zo'n verbetering in oppervlakte, klimaat en veiligheid, dat Ordrupgaard sindsdien tentoonstellingen van internationaal formaat kan herbergen.

## Collectie

### Deense kunst
De collectie Deense kunst die het museum bezit bestaat uit werken uit de Deense Gouden Eeuw van onder anderen Christoffer Wilhelm Eckersberg, Christen Købke, Johan Thomas Lundbye, P.C. Skovgaard en Wilhelm Marstrand. Belangrijke werken van Laurits Andersen Ring, Vilhelm Hammershøi, Viggo Johansen en Theodor Philipsen zijn hier te zien. Ook de 'Fynboerne', de Funense schilders Johannes Larsen, Fritz Syberg en Peter Hansen zijn vertegenwoordigd. Het echtpaar Hansen kocht ook aardewerk, kroonluchters en meubels, vooral gemaakt door Thorvald Bindesbøll (1846-1908). 

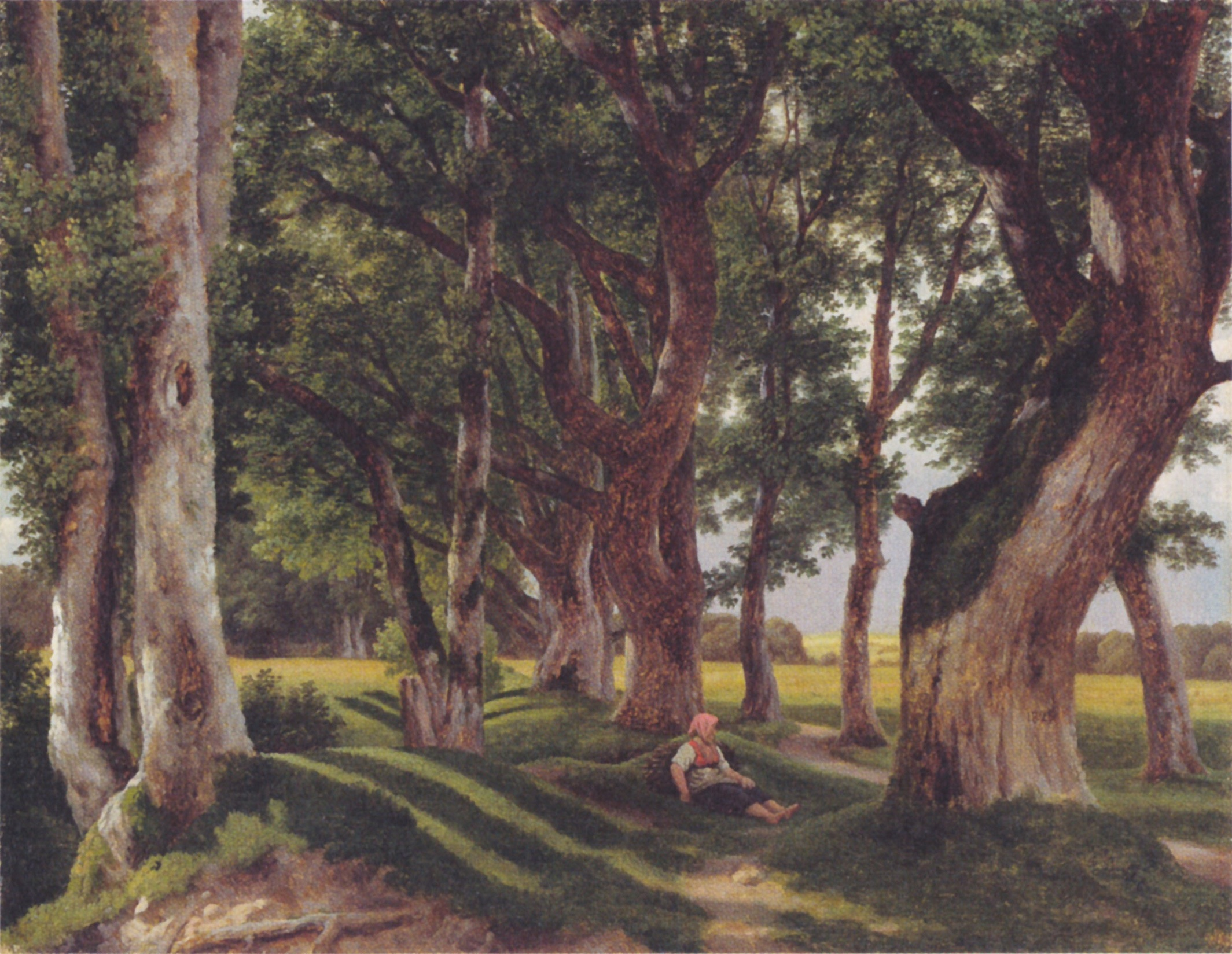
Bomen in Dyrehaven C.W. Eckersberg, 1825
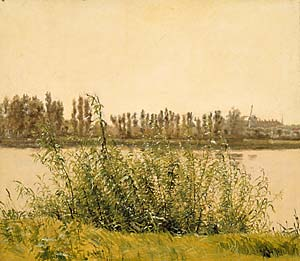
Gezicht op Dosseringen Christen Købke, ±1837
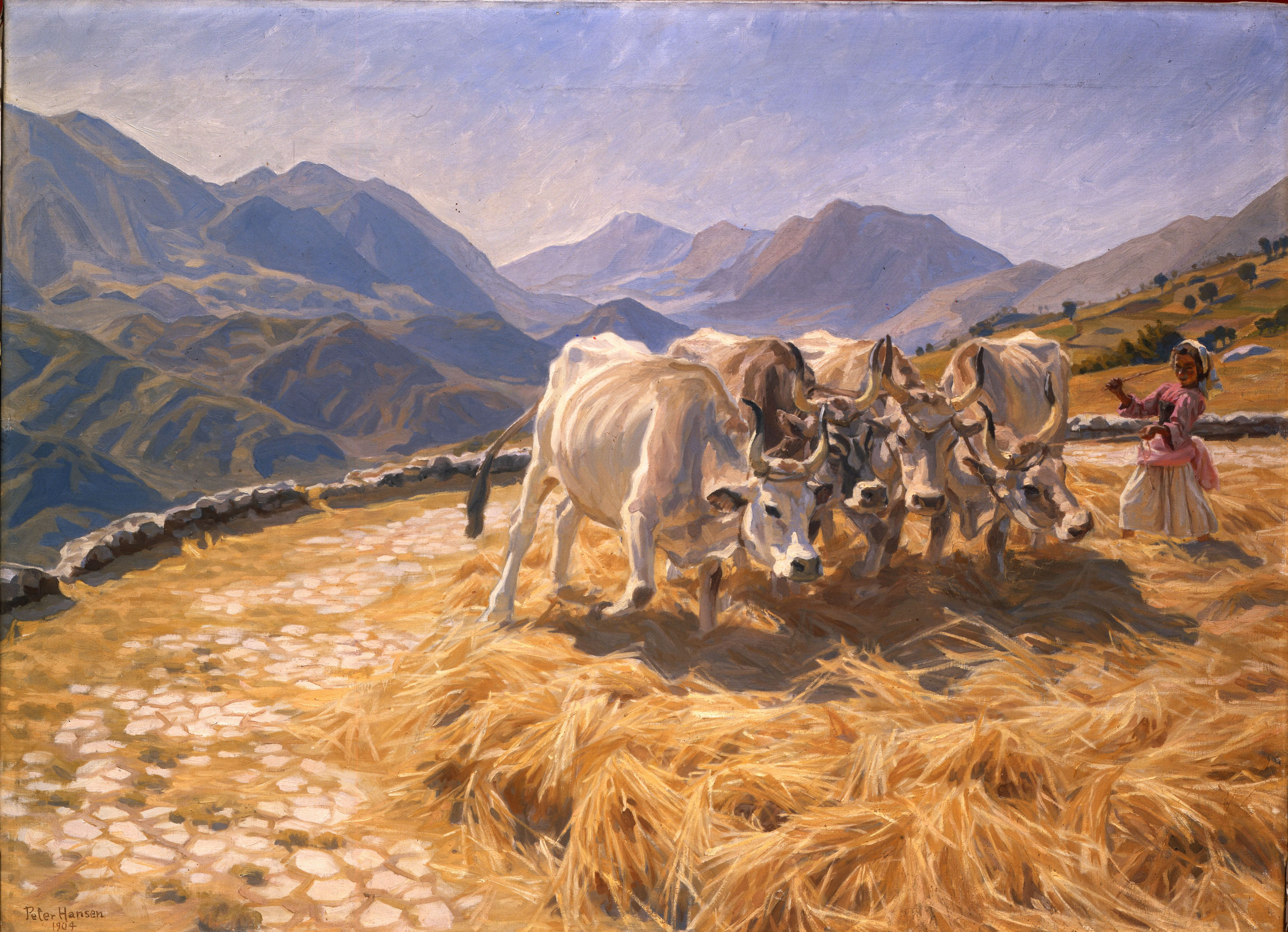
Dorsende ossen, Civita d'Antino Peter Hansen, 1904
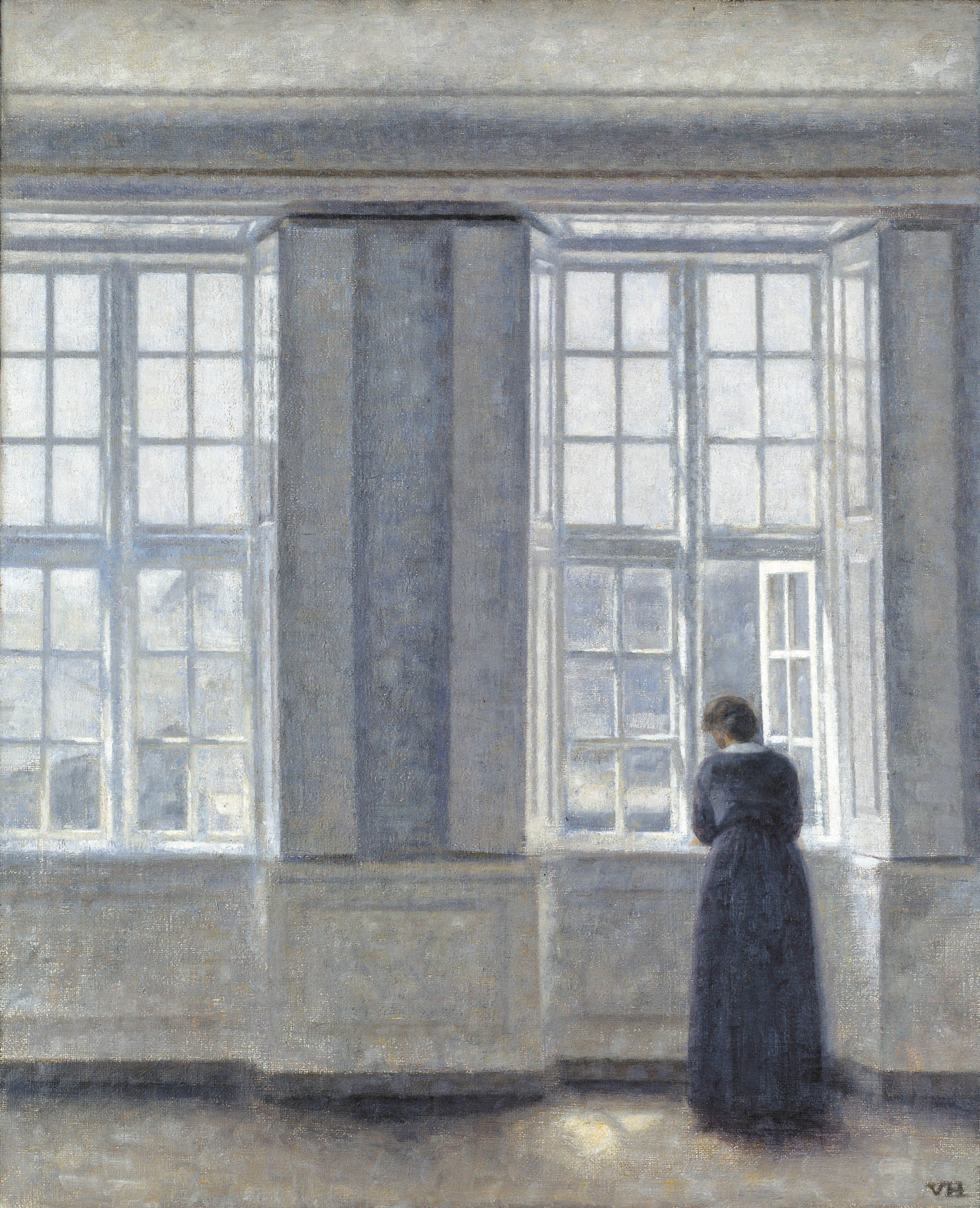
Hoge ramen Vilhelm Hammershøi, 1913
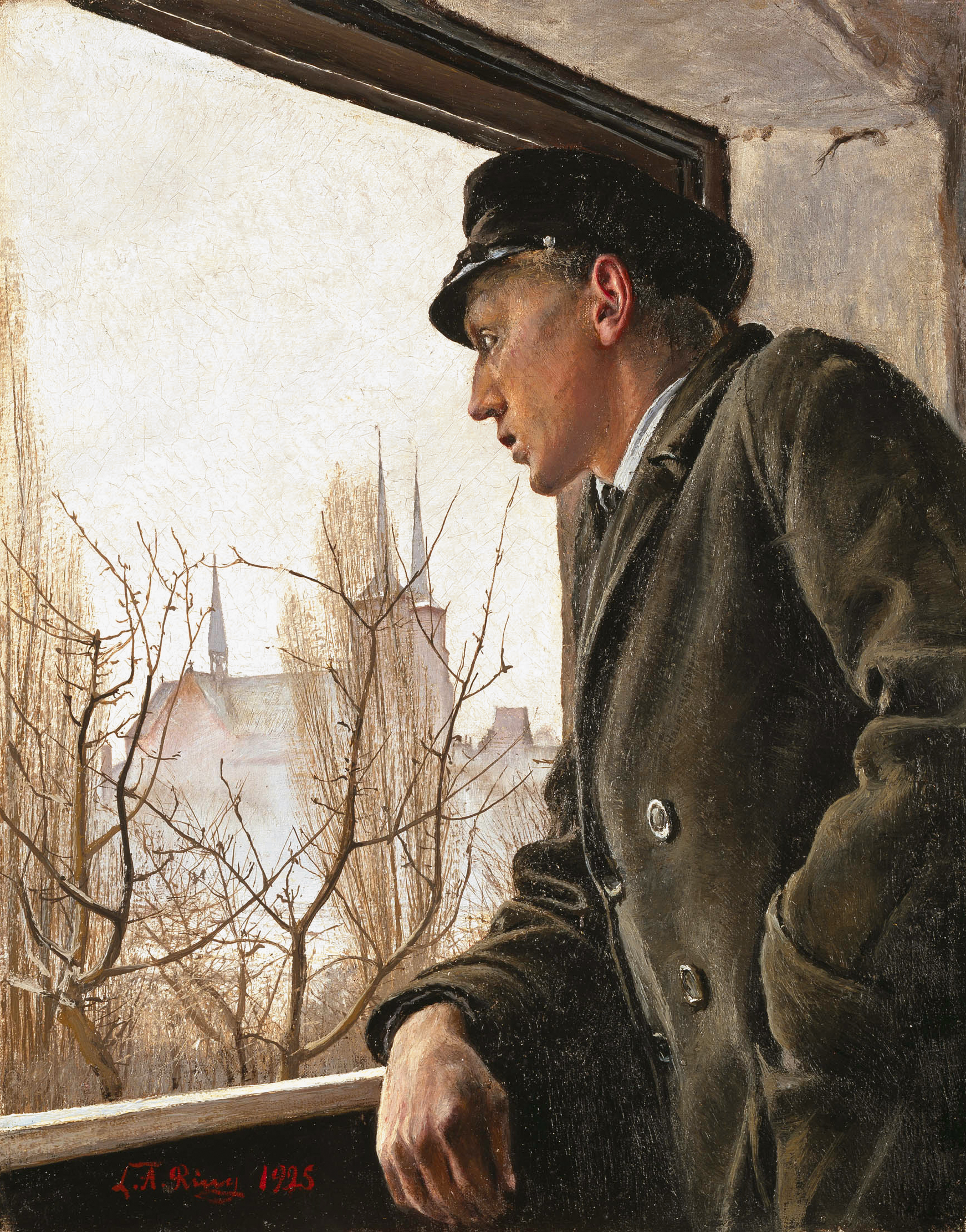
Ole Ring kijkt over Roskilde L.A. Ring, 1925

### Franse kunst
Op zijn zakenreizen naar Frankrijk, waar hij medeoprichter was van de verzekeringsmaatschappij La Populaire, raakte Wilhelm Hansen gefascineerd door de impressionistische schilderkunst. Hij liet zich adviseren door de invloedrijke Franse kunstcriticus Théodore Duret (1838-1927) bij zijn aankopen van Franse kunst, waarbij hij samenwerkte met de verzamelaar Herman Heilbuth (1861-1945) en de kunsthandel Winkel & Magnussen. De collectie is hoofdzakelijk gericht op het impressionisme en bestaat uit schilderijen van onder anderen Claude Monet, Alfred Sisley, Camille Pissarro, Edgar Degas en Pierre-Auguste Renoir. Ter wille van evenwicht in de presentatie worden deze in perspectief geplaatst door vertegenwoordigers van andere stromingen rondom het impressionisme: Eugène Delacroix als representant van de romantiek, Théodore Rousseau van de school van Barbizon, Gustave Courbet van het realisme en Paul Gauguin en Édouard Manet van het postimpressionisme. 
Toen in 1922 de bank failliet ging waar Wilhelm Hansen leningen had afgesloten voor zijn kunstaankopen, moest hij 82 schilderijen verkopen, ongeveer de helft van zijn zorgvuldig samengestelde Franse collectie. Daarbij waren belangrijke werken van Paul Cézanne, Édouard Manet en Paul Gauguin, die werden aangekocht door onder meer de Ny Carlsberg Glyptotek in Kopenhagen en het Nationaal Museum voor Westerse Kunst in Tokio. Ordrupgaard was toen enige tijd gesloten voor publiek, maar Hansen kwam er financieel snel weer bovenop. Hij compenseerde de verliezen tussen 1923 en 1933 met de aankoop van andere Franse kunst, die sindsdien behoort tot de collectie van Ordrupgaard.

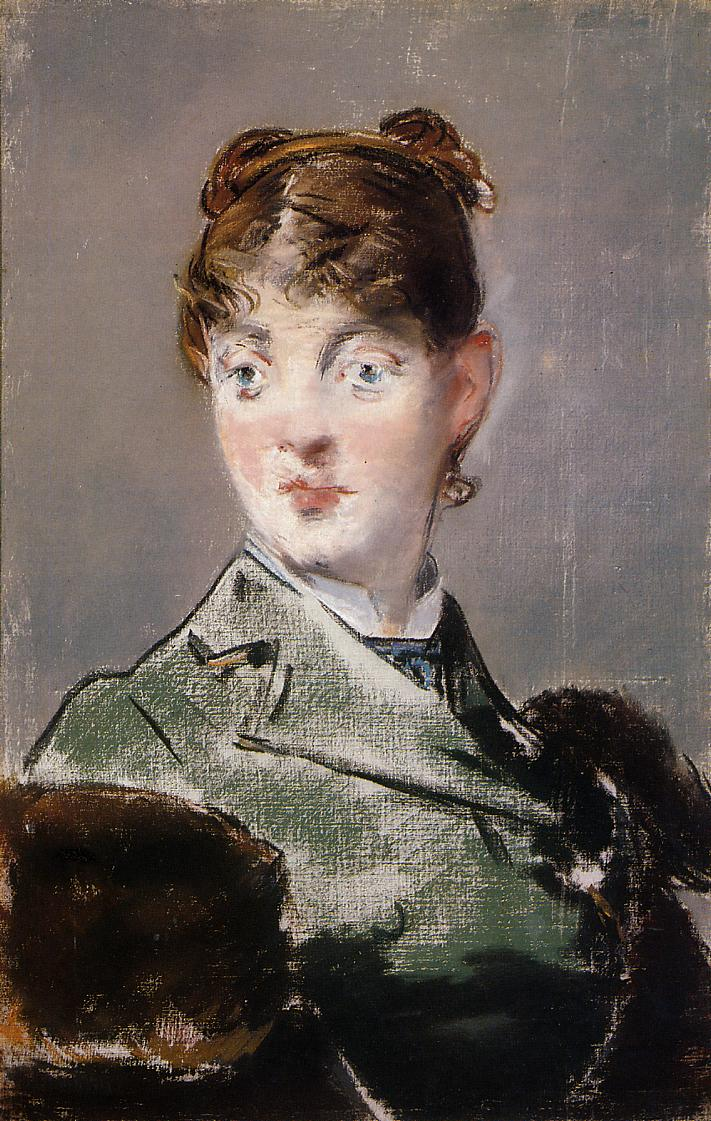
Portret van Mme Guillemet Édouard Manet, 1881
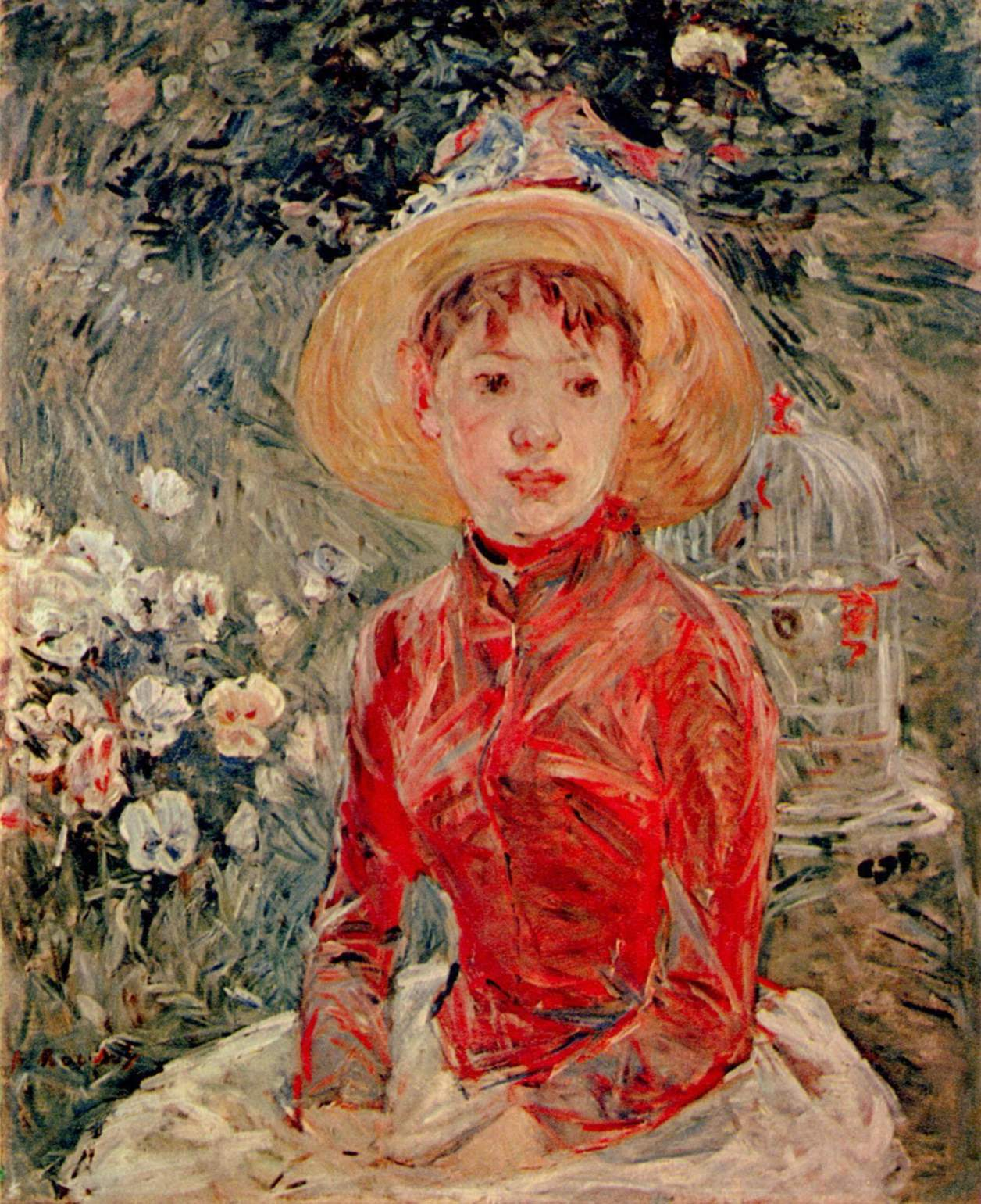
Le corsage rouge Berthe Morisot, 1885
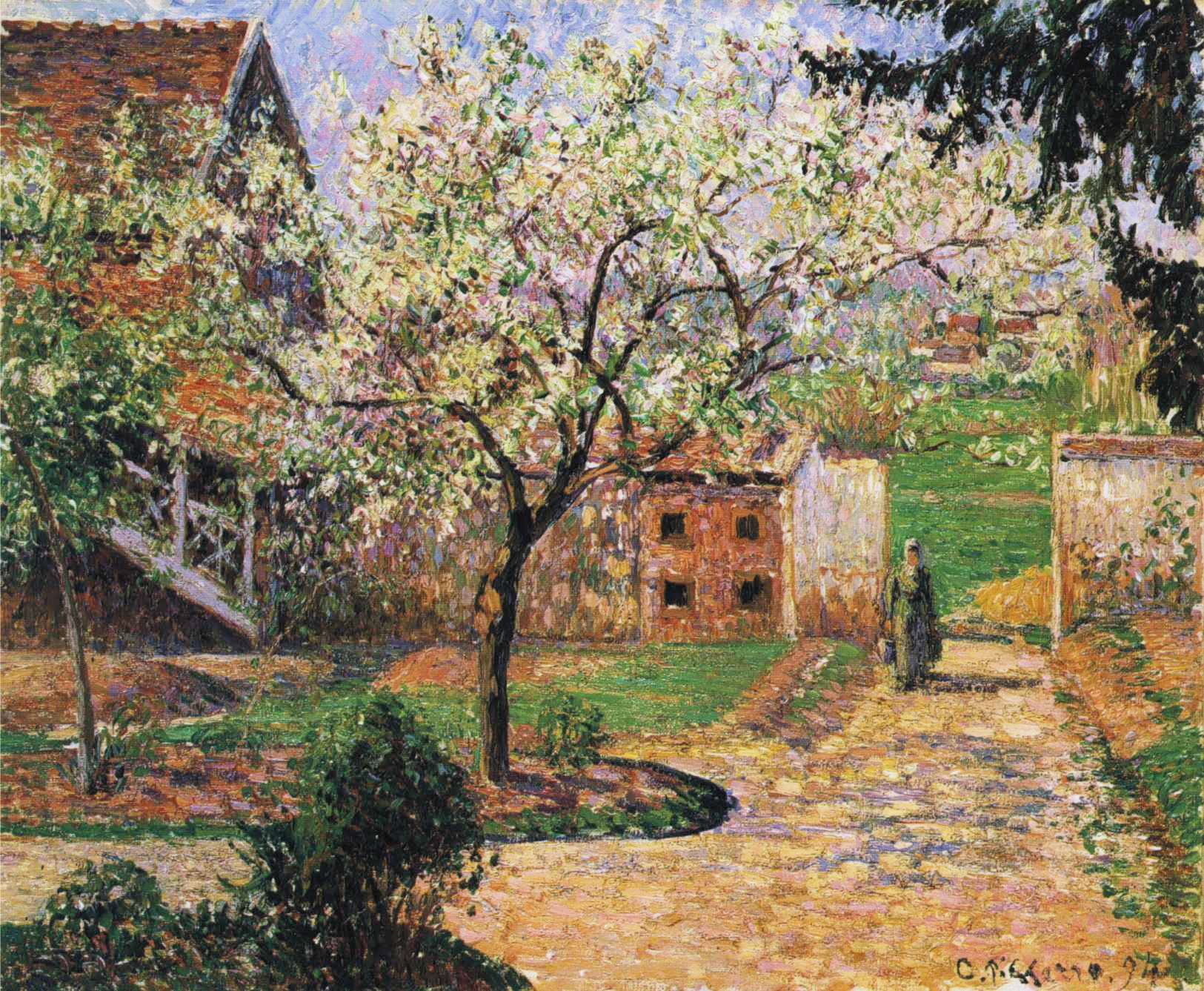
Pruimenboom in bloei in Éragny Camille Pissarro, 1894
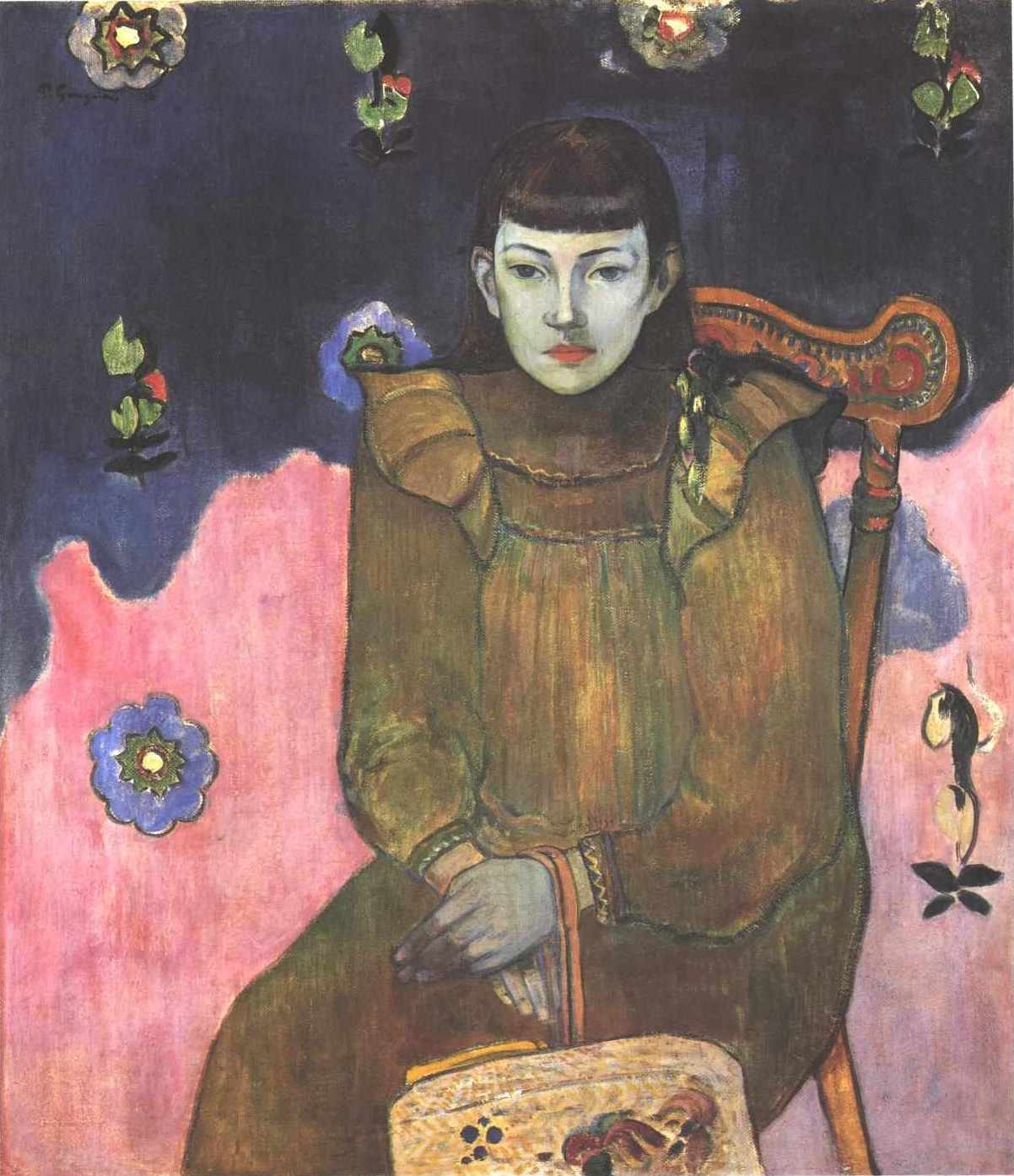
Jeanne Goupil Paul Gauguin, 1896
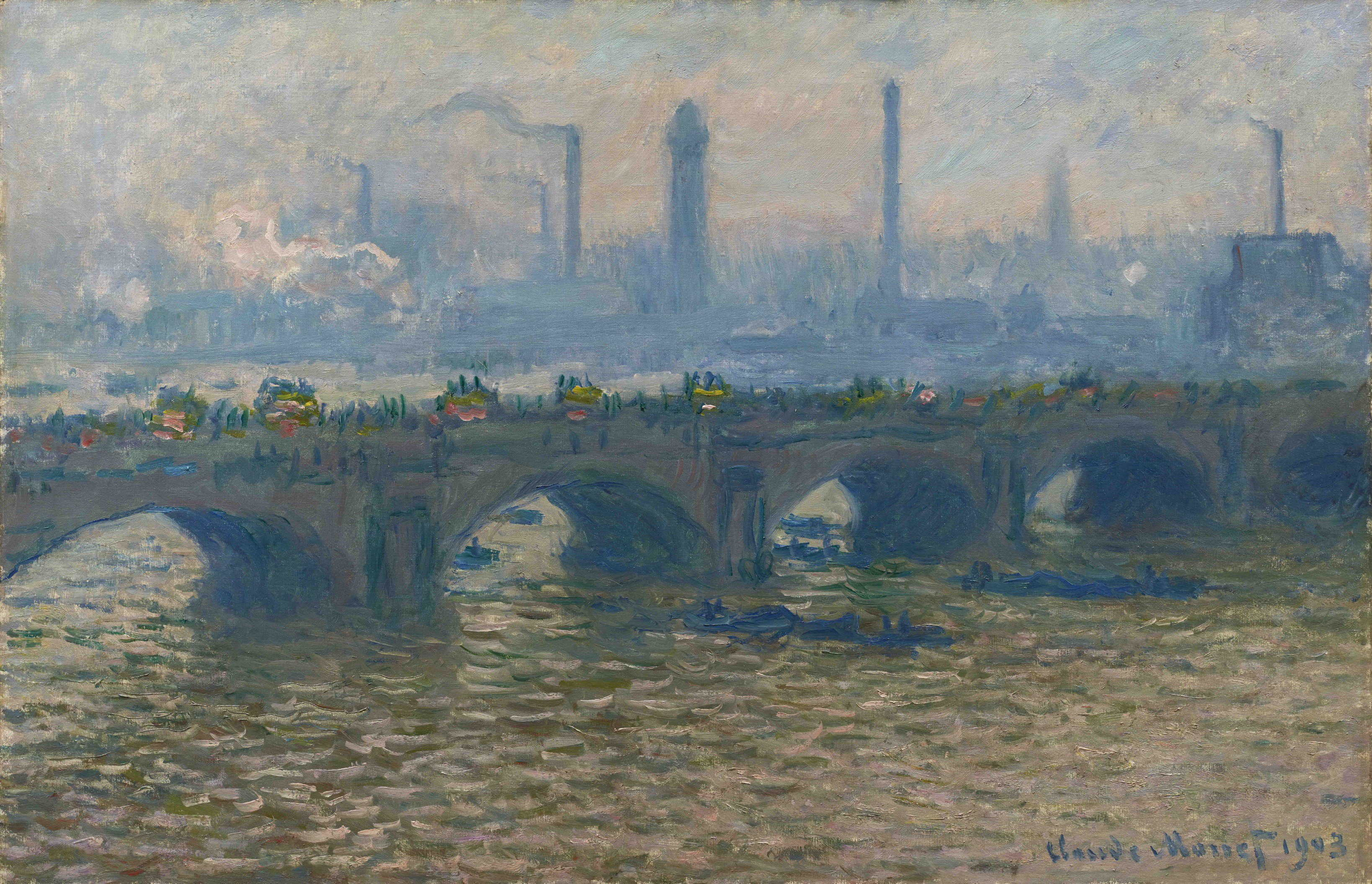
Le Pont de Waterloo Claude Monet, 1903

## Huis van Finn Juhl

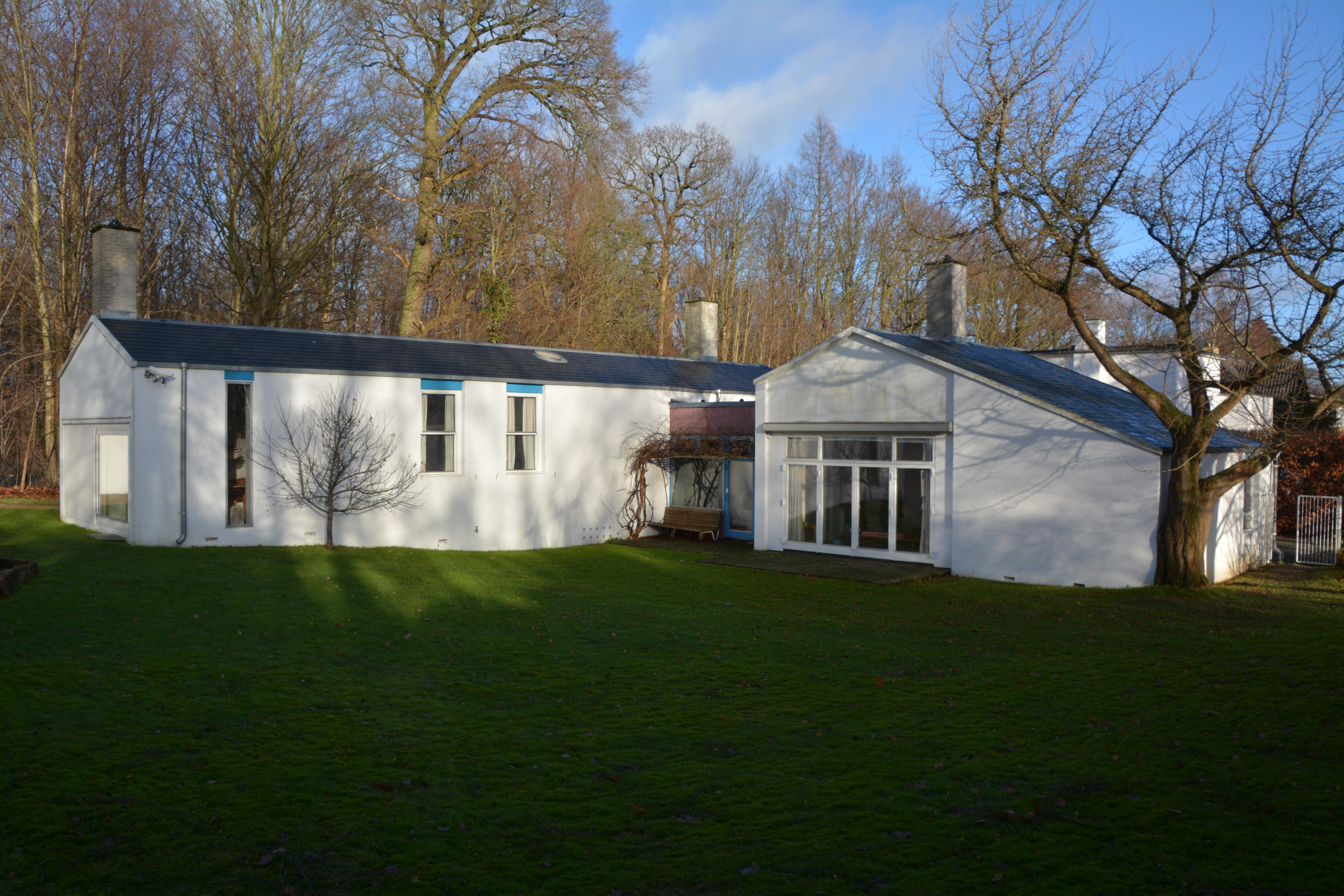
Finn Juhls hus

In 1941-1942 heeft meubelarchitect Finn Juhl (1912-1989) zijn eigen huis ontworpen en ingericht op een terrein naast Ordrupgaard. Het huis is een van de beste voorbeelden van functionalistische villa's in Denemarken. Finn Juhl woonde hier tot zijn dood. Zijn weduwe, Hanne Wilhelm Hansen, liet het huis onberoerd. Dankzij een privédonatie kon het huis in 2008 geopend worden als een tweede museum op Ordrupgaard.